# Versen
Versen is een plaats in de Duitse gemeente Meppen, deelstaat Nedersaksen, en telt volgens de website van de gemeente ultimo 2020 1.714 inwoners, tegen nog 1.970 in 2007.

## Ligging en geschiedenis
Het plaatsje ligt aan de Eems en de Bundesstraße 402 en de Autobahn A 31. De oude handelsroute aan de westoever van de Eems, de Friesische Straße, loopt door Versen.

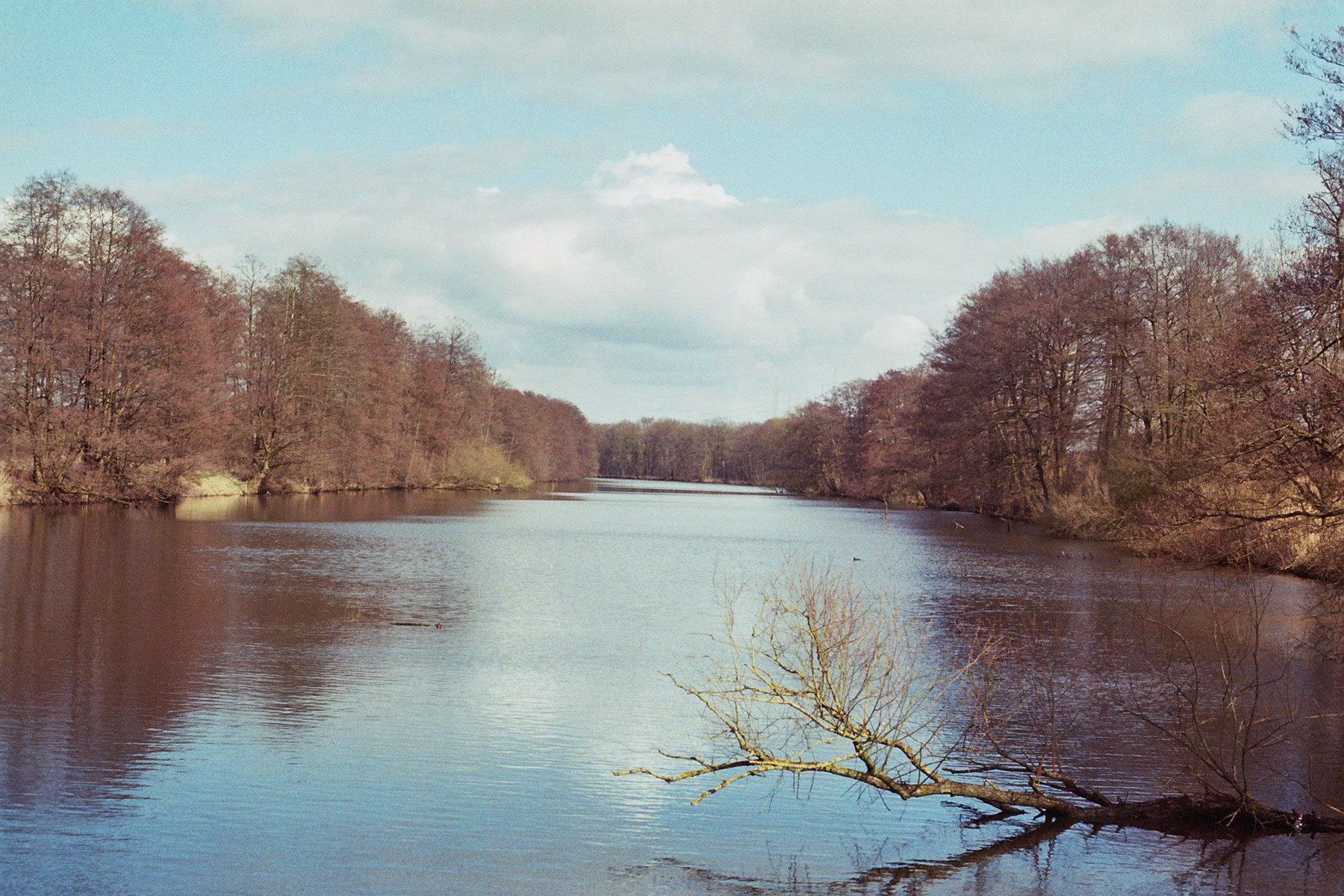
Vroegere zijtak van de Eems
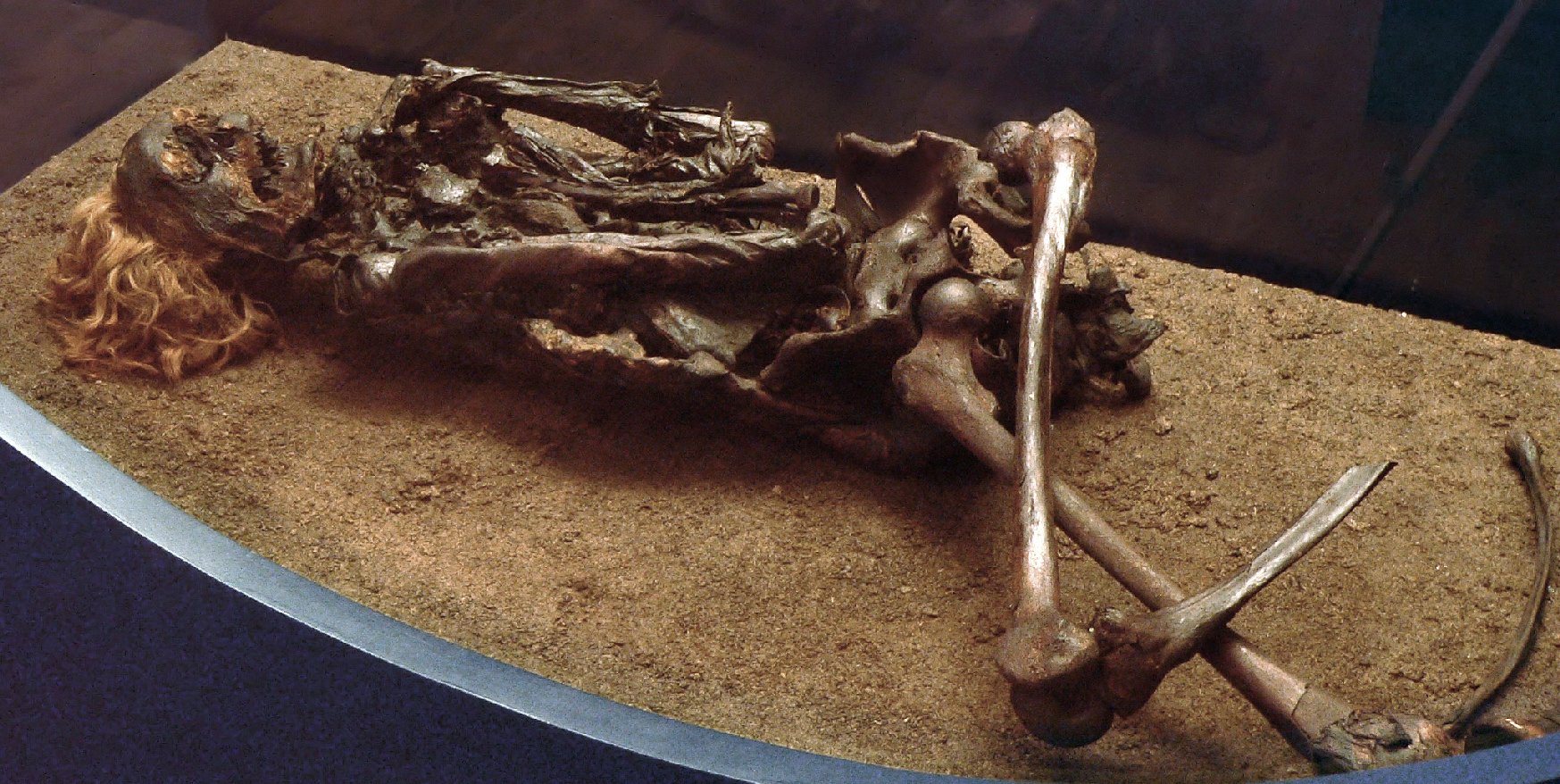
Veenlijk Roter Franz (Mann von Neu Versen)

In 854 komt het plaatsje voor het eerst als fersne in een akte voor.
Versen werd bekend door het in 1900 gevonden veenlijk Roter Franz. Dit veenlijk heeft lang als het best geconserveerde gegolden. Naar schatting dateert het uit 135 tot 385 n.Chr. Het behoort tot de collectie van het Niedersächsische Landesmuseum Hannover.
Tijdens het nationaalsocialisme stond vanaf de zomer van 1938 even buiten Versen het gevangenenkamp Meppen-Versen, een van de 15 Emslandlager (kamp nr. 9). Op de plek van het vroegere kamp staat nu een gevangenis.
Tot Versen behoort ook het enige kilometers westwaarts gelegen gehucht Neu Versen. Aan de A 31, die hier bij afrit nr. 21 de B 402 kruist,  is bij dit plaatsje een groot bedrijventerrein ingericht.
Met omringende gemeenten vormde Versen in 1970 de gemeente Emslage. In 1974 werd het plaatsje bij Meppen gevoegd.

## Verloop inwonertal
| Jaar | Inwoners |
| ---- | -------- |
| 1821 | 332      |
| 1848 | 379      |
| 1871 | 370      |
| 1885 | 358      |
| 1905 | 364      |

| Jaar | Inwoners |
| ---- | -------- |
| 1925 | 374      |
| 1933 | 468      |
| 1939 | 498      |
| 1946 | 659      |
| 1950 | 878      |

| Jaar | Inwoners |
| ---- | -------- |
| 1956 | 926      |
| 1961 | 1.123    |
| 1971 | -        |
| 2005 | 1.795    |
| 2020 | 1.714    |